# عزت أباد (تكاب)
عزت أباد (بالفارسية: عزت‌آباد) هي قرية تقع في إيران في Takab Rural District. يقدر عدد سكانها بـ 35 نسمة .